# Kalkvleugeltjesbloem
De kalkvleugeltjesbloem (Polygala calcarea) is een overblijvende plant uit de vleugeltjesbloemfamilie (Polygalaceae). De plant heeft de naam vleugeltjesbloem te danken aan het feit dat twee van de vijf kelkblaadjes groter zijn. De soort komt van nature voor in Zuidwest-Europa en Groot-Brittannië. Het aantal chromosomen is 2n = 34.
De plant wordt 5–30 cm hoog. De stengels zijn vertakt aan de basis en liggen eerst als uitlopers. Later worden ze langer en opstijgend. Ze eindigen met een rozet van bladeren. De bladeren zijn 15 mm lang en 7 mm breed. Uit de bladoksels ontstaan meerdere rechtopstaande, bloemdragende en vegetatieve scheuten met kleinere bladeren.
De kalkvleugeltjesbloem bloeit in mei, juni en juli met blauwe, soms roze of witte bloemen. Twee 5–8 mm lange kelkbladen met een netwerk van nerven vormen de vleugels. De drie bloembladen zijn vergroeid en wit gefranjerd. De bloeiwijze is een tros met 6-20 bloemen. De schutbladen zijn langer dan de bloemstengel.
De vrucht is een 4–6 mm lange doosvrucht.

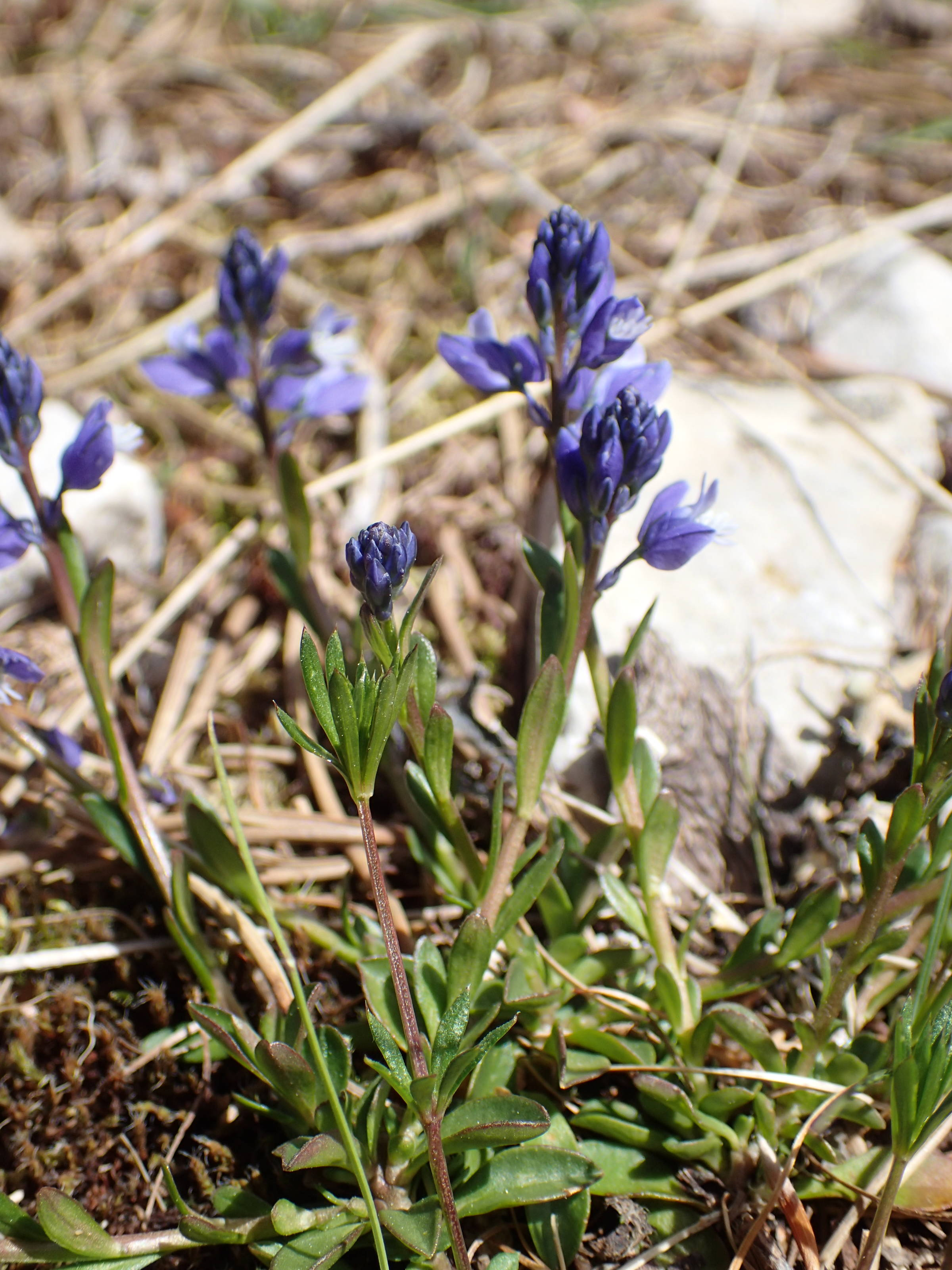
Plant
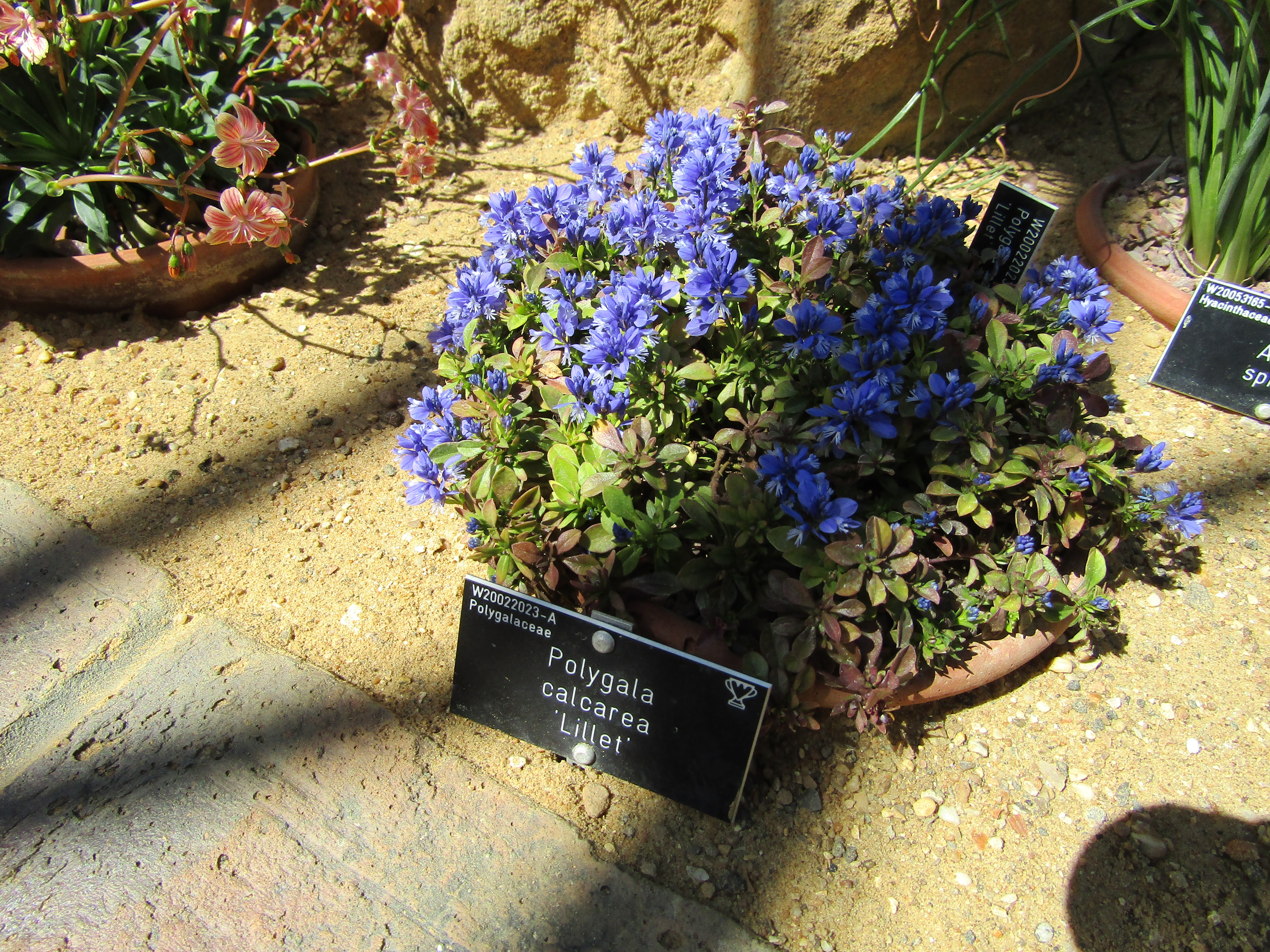
'Lilet'
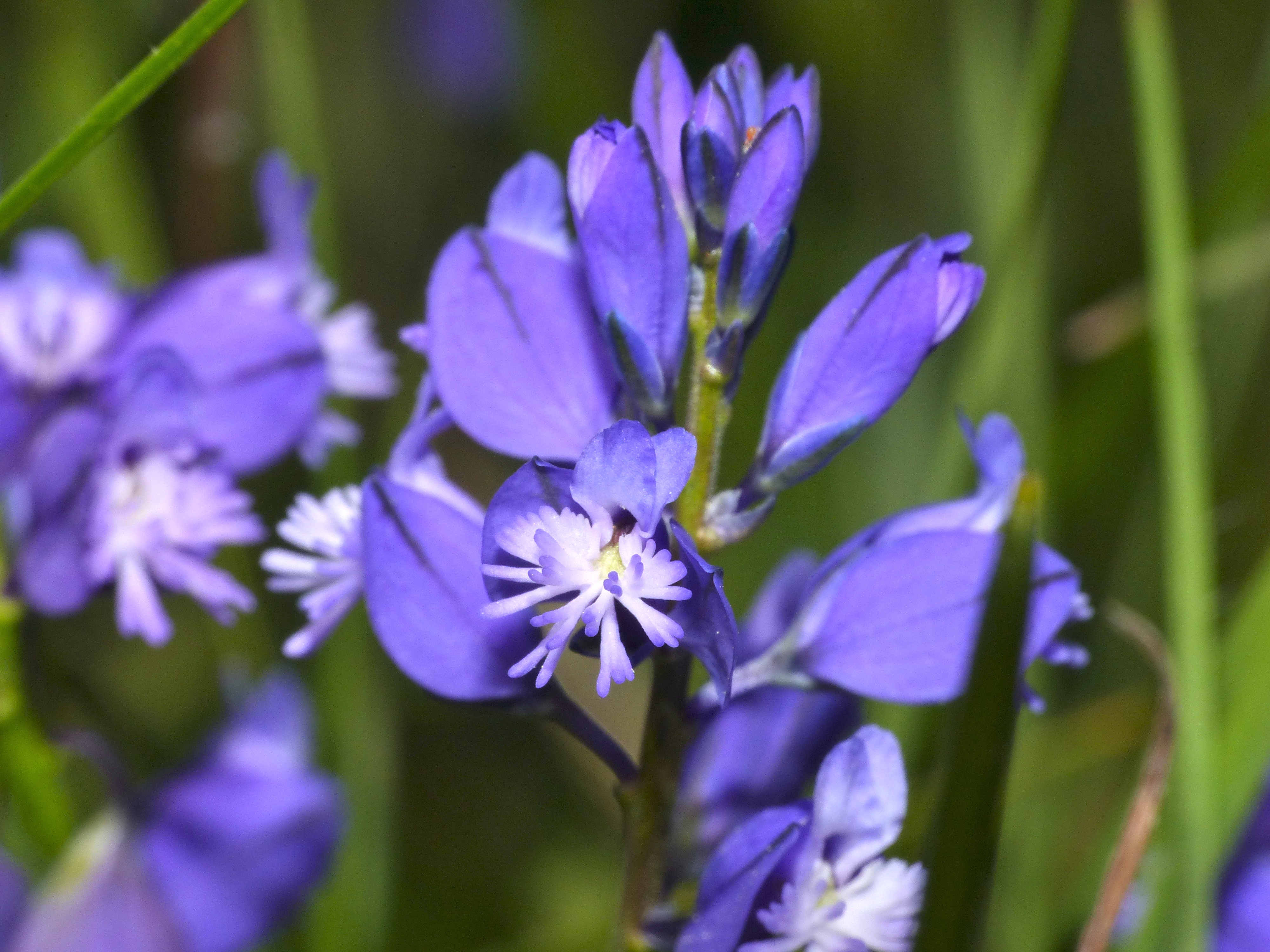
Bloeiwijze

De kalkvleugeltjesbloem komt voor op droge, kalkrijke grond in kalkgrasland.